# Droit au cœur (film)
Pour les articles homonymes, voir Droit au cœur.
Pour plus de détails, voir Fiche technique et Distribution.
Droit au cœur (Return to Me, Reviens-moi au Québec) est un film américain de Bonnie Hunt sorti en 2000.

## Synopsis
Bob Rueland et sa femme Elizabeth forment un couple parfait, aimé et apprécié de tous. Lorsque Elizabeth meurt dans un accident de la circulation, Bob est fou de chagrin et de douleur. Quelques heures après sa mort, le cœur d'Elizabeth est transplanté dans le corps de Grace Briggs, qui renaît ainsi à la vie. Un an plus tard, Bob n'a pas encore fait son deuil, en dépit des efforts de son ami Charlie pour l'arracher à sa solitude. Un soir, pourtant, il accepte de diner avec lui au restaurant. Il y rencontre Grace. C'est le coup de foudre. Jusqu'à ce que les deux jeunes gens apprennent qu'ils sont liés indirectement par le cœur d'Elizabeth. Bob croit devenir fou et décide de quitter Grace.    
Vont-ils réussir à surmonter cette épreuve ?

## Fiche technique
- Titre : Droit au coeur
- Titre original : Return to Me
- Réalisation : Bonnie Hunt
- Scénario : Bonnie Hunt, Don Lake, Andrew Stern et Samantha Goodman
- Musique : Nicholas Pike
- Photographie : László Kovács
- Montage : Garth Craven
- Production : Jennie Lew Tugend (de)
- Société de production : Metro-Goldwyn-Mayer et JLT Productions
- Société de distribution : United International Pictures (France) et Metro-Goldwyn-Mayer Distributing Corporation (États-Unis)
- Pays :  États-Unis
- Genre : Comédie dramatique et romance
- Durée : 115 minutes
- Dates de sortie : 
  -  États-Unis : 7 avril 2000
  -  France : 12 juillet 2000

## Distribution
- David Duchovny (VF : Georges Caudron) : Bob Rueland
- Minnie Driver (VF : Virginie Méry) : Grace Briggs
- Carroll O'Connor (VF : Marc Cassot) : Marty O'Reilly
- Robert Loggia (VF : Jacques Richard) : Angelo Pardipillo
- Bonnie Hunt (VF : Juliette Degenne) : Megan Dayton
- David Alan Grier (VF : Paul Borne) : Charlie Johnson
- Joely Richardson : Elizabeth Rueland
- Eddie Jones : Emmett McFadden
- James Belushi (VF : Mario Santini) : Joe Dayton
- Marianne Muellerleile : Sophie
- Holly Wortell (VF : Michèle Lituac) : Marsha

## Autour du film
- Première réalisation de Bonnie Hunt, connue pour ses rôles dans Beethoven, Jumanji et plus récemment Treize à la douzaine. À cette occasion, elle retrouve David Duchovny (Mulder dans X-Files), qu'elle avait rencontré sur le tournage de Beethoven.
- George Clooney avait été envisagé pour le rôle de Bob. Jon Favreau était pressenti pour celui de Joe, mais il refusa, trouvant que le rôle n'était pas assez important. James Belushi l'obtint à sa place.